# العلاقات العراقية القطرية
العلاقات العراقية القطرية هي العلاقات الثنائية التي تجمع بين العراق وقطر.

## مقارنة بين البلدين
هذه مقارنة عامة ومرجعية للدولتين:
| وجه المقارنة                                              | العراق                       | قطر           |
| --------------------------------------------------------- | ---------------------------- | ------------- |
| المساحة (كم2)                                             | 437.07 ألف                   | 11.44 ألف     |
| عدد السكان (نسمة)                                         | 38.27 مليون                  | 2.64 مليون    |
| الكثافة السكانية (ن./كم²)                                 | 87.56                        | 230.77        |
| العاصمة                                                   | بغداد                        | الدوحة        |
| اللغة الرسمية                                             | اللغة العربية، اللغة الكردية | اللغة العربية |
| العملة                                                    | دينار عراقي                  | ريال قطري     |
| الناتج المحلي الإجمالي (بليون دولار)                      | 197.72 مليار                 | 167.61 مليار  |
| الناتج المحلي الإجمالي (تعادل القوة الشرائية) بليون دولار | 560.73 مليار                 | 316.40 مليار  |
| الناتج المحلي الإجمالي الاسمي للفرد دولار أمريكي          | 4.94 ألف                     | 73.65 ألف     |
| الناتج المحلي الإجمالي للفرد دولار أمريكي                 | 15.06 ألف                    | 141.54 ألف    |
| مؤشر التنمية البشرية                                      | 0.654                        | 0.850         |
| رمز المكالمات الدولي                                      | +964                         | +974          |
| رمز الإنترنت                                              | .iq                          | .qa           |
| المنطقة الزمنية                                           | ت ع م+03:00، ت ع م+04:00     | ت ع م+03:00   |

## منظمات دولية مشتركة
يشترك البلدان في عضوية مجموعة من المنظمات الدولية، منها:
| علم المنظمة | اسم المنظمة                                 | تاريخ انضمام العراق | تاريخ انضمام قطر |
| ----------- | ------------------------------------------- | ------------------- | ---------------- |
|             | الصندوق العربي للإنماء الاقتصادي والاجتماعي | ?                   | ?                |
|             | يونسكو                                      | 21 أكتوبر 1948      | 27 يناير 1972    |
|             | وكالة ضمان الاستثمار متعدد الأطراف          | 6 أكتوبر 2008       | 22 أكتوبر 1996   |
|             | الأمم المتحدة                               | 21 ديسمبر 1945      | 21 سبتمبر 1971   |
|             | الاتحاد البريدي العالمي                     | ?                   | ?                |
|             | جامعة الدول العربية                         | 22 مارس 1945        | 11 سبتمبر 1971   |
|             | البنك الدولي للإنشاء والتعمير               | 27 ديسمبر 1945      | 25 سبتمبر 1972   |
|             | صندوق النقد العربي                          | ?                   | ?                |
|             | المصرف العربي للتنمية الاقتصادية في أفريقيا | ?                   | ?                |
|             | منظمة التعاون الإسلامي                      | ?                   | ?                |
|             | منظمة حظر الأسلحة الكيميائية                | ?                   | ?                |
|             | مؤسسة التمويل الدولية                       | 27 ديسمبر 1956      | 11 أكتوبر 2008   |
|             | الاتحاد الدولي للاتصالات                    | 12 نوفمبر 1928      | 27 مارس 1973     |
|             | منظمة الشرطة الجنائية الدولية               | ?                   | ?                |

## أعلام
هذه قائمة لبعض الشخصيات التي تربطها علاقات بالبلدين:
- بسام الراوي (لاعب عراقي - قطري، 16 ديسمبر 1997[20] – )
- علي مجبل فرطوس (لاعب كرة قدم عراقي، 17 يونيو 1982 – )
- مهند عدنان درجال (لاعب كرة قدم عراقي، 1986 – )

## وصلات خارجية
- موقع وزارة الخارجية العراقية
- موقع وزارة الخارجية القطرية